# Qultur Records
Qultur Records ist eine Schweizer Plattenfirma mit Sitz in Grüsch, Graubünden. Sie gehört zur Qultur Mediengruppe.

## Geschichte
Von 2008 bis im Frühjahr 2021 hiess die Plattenfirma Qultur Records noch Bluemoon Musix Productions. Seit diesem Moment firmieren Christian Imhof aka Chris Bluemoon und seine Entourage bei jeglichen musikalischen Tätigkeiten unter dem neuen Namen. Dies mit Erfolg, denn nicht nur Verleger Imhof schaffte unter dem Pseudonym Chris Bluemoon mit den Alben «Buuchgfühl» und «Ziitlos» jeweils den Sprung auf Platz 6 der Schweizer Hitparade, auch der Rheintaler Jazzer Peter Lenzin platzierte sich mit seiner bei «Qultur Records» veröffentlichten CD «Here & Now» direkt auf Platz 2 der Schweizer Albumcharts. Ebenfalls eine Topplatzierung verbuchen konnte im Oktober 2023 die Kapelle Prättigauer Power, die mit ihrem Debüt «Hengert» direkt auf Platz 11 der Schweizer Albumcharts einstieg. Diesen Erfolg egalisierte 2024 die Kübliser Sängerin Vanessa T., die mit ihrem Album «Läderjaggä» ebenfalls auf Platz 11 der Charts einstieg.

## Aktuelle Künstler
- Vanessa T.
- Prättigauer Power
- Chris Bluemoon
- Little Hörby
- Peter Lenzin

## Medienfamilie Qultur
Neben der Plattenfirma Qultur Records gibt es auch noch den Qultur Verlag, der seit Winter 2021 regelmässig Bücher veröffentlicht, sowie das Onlinemagazin Qultur, das seit dem 1. Juni 2019 täglich erscheint. Die Veranstaltungsreihe Qultur-Tage, die im September 2022 bereits zum zweiten Mal über die Bühne ging, lief ebenfalls unter dem Kurznamen Qultur. Für seine Arbeit als Journalist, Verleger und Musiker wurde Gründer Christian Imhof im März 2023 mit dem mit 20'000 Franken dotierten Förderpreis des Kantons Graubünden ausgezeichnet.

## Diskografie
- Prättigauer Power – Hengert (2023)
- Chris Bluemoon – Ziitlos (2022)
- Peter Lenzin – Here & Now (2021)
- Chris Bluemoon – Buuchgfühl (2021)